# John W. McConnell
John Wilson McConnell (1877-1963) fue un destacado empresario y filántropo canadiense cuyas millonarias donaciones en favor de la educación y la salud de su país traspasaron las fronteras.
Nació el 1 de julio de 1877 en Muskoka, Ontario, en el seno de una modesta familia de granjeros con la cual vivió hasta los 14 años. A esa edad decidió marcharse a trabajar a Toronto, la capital de la provincia, y en sólo una década logró consolidarse como financiero. Tras incursionar brevemente en el negocio de las tiendas departamentales consolidó su fortuna en la industria azucarera, haciéndose de varias refinerías en el área del Río San Lorenzo.
Desde 1901 McConnell participó activamente en favor de las instituciones de beneficencia y de salud de Montreal. Hizo grandes aportaciones a la YMCA y a los hospitales de la localidad. En el terreno educativo apoyó decididamente a la Universidad McGill, donde fungió algunos años como Gobernador. Sus aportaciones millonarias a la universidad financiaron diversos edificios de ingeniería, residencias estudiantiles, un instituto neurológico y el Museo McCord. Durante las dos guerras mundiales organizó colectas y donaciones millonarias a favor de los soldados canadienses. Pese a ser dueño del Montreal Star, un importante periódico de la ciudad, jamás permitió que sus donaciones o actos de filantropía fuesen publicados. A la edad de 87 años, habiendo vivido una larga trayectoria caracterizada por el servicio comunitario y la humildad personal, falleció en la ciudad de Montreal el 6 de noviembre de 1963.